# Taivalkoski vattenkraftverk

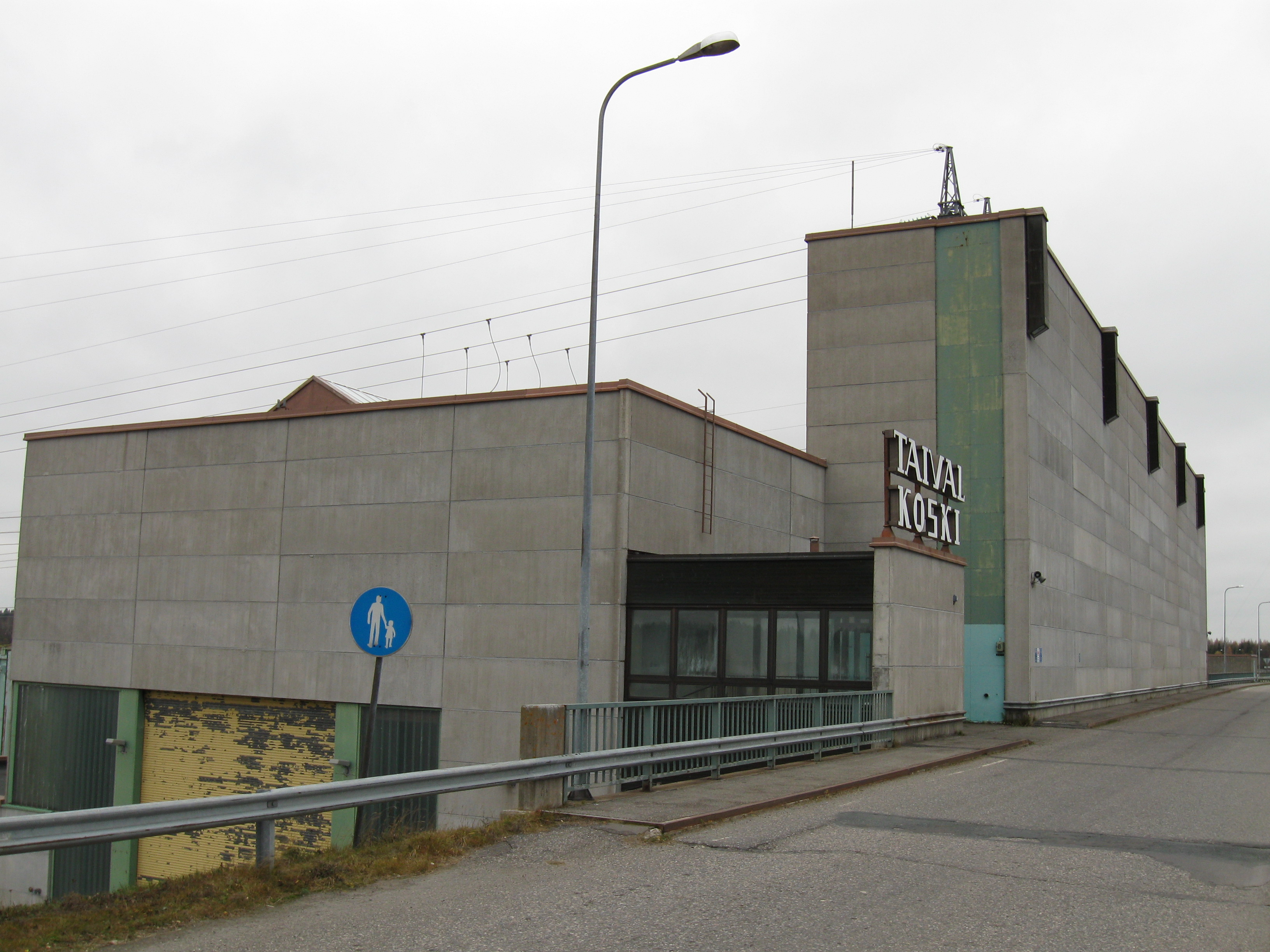
Taivalkoski vattenkraftverk.

Taivalkoski är ett vattenkraftverk i Kemi älvs nedre lopp, beläget i Keminmaa kommun. 
Taivalkoski var den fors i älvens huvudfåra som utbyggdes sist. Kraftverket som ägs av Kemijoki Oy utvecklar i tre aggregat en effekt om 133 MW och genererar 515 GWh årligen. Det uppfördes 1972–1976 efter ritningar av arkitekten Kai Blomstedt. Fallhöjden är 14,5 meter.